# 旧制中等教育学校の一覧 (岐阜県)
岐阜県における旧制中等教育学校の一覧（きゅうせいちゅうとうきょういくがっこうのいちらん）とは、学制改革前（第二次世界大戦前）の岐阜県内での旧学制の中等教育学校をまとめた一覧である。

## 旧制中学校
- 仮中学（1873年）⇒ 岐阜県岐阜第一中学校（1878年）⇒ 岐阜県岐阜中学校（1899年）⇒《新制》岐阜県岐阜第一高等学校 ⇒（1948年：統合）岐阜県立岐阜高等学校
- 飛騨三郡経営高山中学校（1886年）⇒ 岐阜県斐太尋常中学校（1888年）⇒ 岐阜県斐太中学校（1899年）⇒《新制》岐阜県立斐太高等学校
- 岐阜県尋常中学校大垣分校（1894年）⇒ 岐阜県大垣中学校（1899年）⇒《新制》岐阜県大垣高等学校 ⇒ 岐阜県立大垣北高等学校（1949年）
- 岐阜県尋常中学校東濃分校（1896年：可児郡御嵩町）⇒ 岐阜県東濃中学校（1899年）⇒《新制》岐阜県立東濃高等学校
- 岐阜県本巣中学校（1920年）⇒《新制》岐阜県立本巣高等学校 ⇒（2004年：統合）岐阜県立本巣松陽高等学校
- 岐阜県立武義中学校（1920年）⇒ 岐阜県武義中学校 ⇒《新制》岐阜県立武義高等学校
- 岐阜県海津中学校（1921年）⇒《新制》岐阜県立海津高等学校 ⇒（2005年：統合）岐阜県立海津明誠高等学校
- 岐阜県恵那中学校（1922年）⇒《新制》岐阜県立恵那高等学校
- 岐阜県岐阜第二中学校（1928年）⇒《新制》岐阜県岐阜第二高等学校 ⇒（1948年：統合）岐阜県立加納高等学校
- 多治見市立多治見中学校（1940年）⇒ 岐阜県多治見中学校（1943年）⇒《新制》岐阜県多治見高等学校 ⇒（1948年：統合）岐阜県立多治見高等学校 ⇒（1960年：別学化）岐阜県立多治見女子高等学校 ⇒（1980年：共学化） 岐阜県立多治見高等学校
- 岐阜市立中学校（1941年）⇒《新制》岐阜市立高等学校 ⇒（1956年：県立移管）岐阜県立岐阜北高等学校
- 岐阜県岐阜夜間中学（1931年）⇒ 岐阜県岐阜第三中学校（1943年）⇒《新制》岐阜県立華陽フロンティア高等学校｛定時制｝

## 高等女学校

### 公立
- 岐阜市立高等女学校（1900年）⇒ 岐阜県立岐阜高等女学校 ⇒《新制》岐阜県岐阜女子高等学校 ⇒（1948年：統合）岐阜県立岐阜高等学校
- 岐阜県安八郡大垣高等女学校（1900年）⇒ 岐阜県大垣町立高等女学校 ⇒ 岐阜県立大垣高等女学校（1903年）⇒ 岐阜県大垣高等女学校 ⇒《新制》岐阜県大垣女子高等学校 ⇒（統合）岐阜県大垣高等学校 ⇒ 岐阜県立大垣北高等学校（1949年）
  - 大垣市立高等女学校（1924年）⇒（1932年：岐阜県立大垣高等女学校に統合）
- 中津町立中津高等女学校（1906年）⇒ 岐阜県立中津高等女学校 ⇒ 岐阜県中津高等女学校 ⇒《新制》岐阜県立中津高等学校
- 岐阜県立加納高等女学校（1916年：岐阜県女子師範学校に併設）⇒《新制》岐阜県立加納女子高等学校 ⇒（1948年：統合）岐阜県立加納高等学校
- 高山町立高山高等女学校（1920年）⇒ 岐阜県立高山高等女学校 ⇒《新制》岐阜県立高山高等学校 ⇒（2005年：統合）岐阜県立飛騨高山高等学校
- 海津郡立海津高等女学校（1920年）⇒ 岐阜県立海津高等女学校 ⇒《新制》岐阜県立海津女子高等学校 ⇒（統合）岐阜県立海津高等学校 ⇒（2005年：統合）岐阜県立海津明誠高等学校
- 本巣郡立本巣高等女学校（1921年）⇒ 岐阜県立本巣高等女学校 ⇒《新制》岐阜県立本巣女子高等学校 ⇒（統合）岐阜県立本巣高等学校 ⇒（2004年：統合）岐阜県立本巣松陽高等学校
- 関町立関実科高等女学校（1921年）⇒ 武儀郡立武儀高等女学校（1922年）⇒ 岐阜県武儀高等女学校 ⇒《新制》岐阜県立関高等学校
- 羽島郡実科高等女学校（1921年）⇒ 岐阜県羽島高等女学校（1922年）⇒《新制》岐阜県立羽島高等学校
- 八幡町立八幡実科高等女学校（1918年）⇒ 岐阜県八幡高等女学校（1923年）⇒ 岐阜県立八幡高等女学校 ⇒《新制》岐阜県立八幡高等学校 ⇒（1948年：統合）岐阜県立郡上高等学校
- 多治見町立高等女学校（1923年）⇒ 岐阜県多治見高等女学校 ⇒《新制》岐阜県多治見女子高等学校 ⇒（1948年：統合）岐阜県立多治見高等学校 ⇒（1960年：別学化）岐阜県立多治見女子高等学校 ⇒（1980年：共学化）岐阜県立多治見高等学校
- 私立豊岡裁縫女学校（1926年）⇒ 可児郡豊岡実践女学校 ⇒ 土岐郡多治見実践女学校 ⇒ 多治見高等実践女学校 ⇒ 多治見市立多治見高等女学校（1947年）⇒《新制》多治見市立多治見女子高等学校 ⇒（1948年：岐阜県立多治見高等学校に統合）
- 長良農業商業補習学校女子部 ⇒ 長良農業商業裁縫補習学校 ⇒ 長良実科女学校 ⇒ 岐阜市立長良実科高等女学校 ⇒ 岐阜市立高等女学校（1942年）⇒《新制》岐阜市立女子高等学校 ⇒（統合）岐阜市立高等学校 ⇒ 岐阜県立岐阜北高等学校（1956年）
- 八百津町立高等女学校（1943年）⇒ 岐阜県八百津高等女学校 ⇒《新制》岐阜県八百津高等学校
- 船津実科高等女学校（1924年）⇒ 岐阜県船津高等女学校（1943年）⇒ 岐阜県立船津高等女学校 ⇒《新制》岐阜県立船津高等学校 ⇒（1997年：統合）岐阜県立飛騨神岡高等学校
- 恵那実科女学校（1925年）⇒ 岐阜県恵那高等実科女学校 ⇒《新制》岐阜県立恵那女子高等学校 ⇒（1948年：統合）岐阜県立恵那高等学校
- 岐阜県立恵南実科女学校（1927年）⇒《新制》岐阜県立岩村高等学校 ⇒（2007年：統合）岐阜県立恵那南高等学校
- 美濃町立家政女学校（1946年）⇒《新制》美濃町立美濃高等学校 ⇒（1950年：統合）岐阜県立武義高等学校

### 私立
- 富田女学校（1906年）⇒ 富田高等女学校（1922年）⇒《新制》富田女子高等学校 ⇒（1995年：共学化）富田高等学校
- 佐々木裁縫女学校（1903年）⇒ 佐々木実科女学校 ⇒ 佐々木高等女学校（1925年）⇒ 鶯谷高等女学校 ⇒《新制》鶯谷女子高等学校 ⇒ 鶯谷中学・高等学校（1996年）
- 岐阜実科高等女学校（1918年）⇒ 片桐高等女学校（1940年）⇒ 岐阜済美高等女学校 ⇒《新制》済美女子高等学校 ⇒（2004年：共学化）済美高等学校
- 多治見裁縫女学校（1908年）⇒ 多治見高等家政女学校 ⇒《新制》私立薫中学校・薫女子高等学校 ⇒ 多治見西高等学校 ⇒ 多治見西高等学校・附属中学校（1999年）
- 郡上高等実科女学校（1940年：郡上郡八幡町）⇒《新制》八幡高等学校 ⇒ 岐阜短期大学付属八幡高等学校 ⇒（1962年：羽島郡岐南町へ移転）岐阜女子高等学校
- 広見実科女学校（1930年）

## 実業学校

### 公立

#### 稲葉・岐阜
- 岐阜県農事講習場（1878年）⇒ 農学校華陽学校農学部（1886年：廃校）→ 岐阜県立農学校（1900年）⇒ 岐阜県立農林学校 ⇒《新制》岐阜県立岐阜農林高等学校
- 岐阜市立岐阜商業学校（1904年）⇒（1944年：戦時非常措置）岐阜市立工業学校 ⇒ 岐阜市立岐阜商業学校（1945年）⇒《新制》岐阜市立岐阜商業高等学校 ⇒（1948年：統合）岐阜市立岐阜商業高等学校 ⇒（1949年：学区制）長良高等学校、岐阜高等学校、加納高等学校商業課程 ⇒（1951年：改編）岐阜県立岐阜商業高等学校
- 岐阜市立女子商業学校（1935年）⇒《新制》岐阜市立女子商業高等学校 ⇒（1948年：岐阜市立岐阜商業高等学校に統合）
- 岐阜県第一工業学校（1926年）⇒《新制》岐阜県立岐阜工業高等学校

#### 安八
- 岐阜県大垣町立商業学校（1902年）⇒ 大垣市立大垣商業学校 ⇒ 岐阜県大垣商業学校（1928年）⇒《新制・統合》岐阜県大垣商業高等学校 ⇒（1948年：改編）岐阜県立大垣実業高等学校 商業科 ⇒（1949年：学区制実施）岐阜県立大垣南高等学校・岐阜県立大垣北高等学校 商業科 ⇒（1951年：改編）岐阜県立大垣商業高等学校
- 大垣市立女子商業学校（1942年）⇒（1944年：県立移管）岐阜県大垣女子商業学校 ⇒《新制・統合》岐阜県大垣商業高等学校
- 岐阜県安八郡立農学校（1921年）⇒（1923年：県立移管）岐阜県安八農学校 ⇒《新制》岐阜県立大垣農業高等学校 ⇒（統合）岐阜県立大垣実業高等学校 ⇒（改編）大垣南高等学校 農業科 ⇒（1957年：分立）岐阜県立大垣農業高等学校 ⇒（2005年：統合）岐阜県立大垣養老高等学校
- 岐阜県立第二工業学校（1926年）⇒《新制》岐阜県立大垣工業高等学校

#### 揖斐
- 揖斐郡立揖斐農林学校（1919年）⇒ 岐阜県立揖斐農林学校 ⇒ 岐阜県揖斐実業学校 ⇒ 岐阜県立揖斐農林学校 ⇒《新制》岐阜県立揖斐農林高等学校 ⇒ 岐阜県立揖斐高等学校（1949年）

#### 武儀
- 関工業学校（1943年：私立）⇒《新制》関工業高等学校 ⇒ 岐阜県関第一高等学校 ⇒（1955年：関市に移管）関市立関商工高等学校

#### 郡上
- 岐阜県郡上郡立農林学校（1921年）⇒ 岐阜県郡上農林学校 ⇒《新制》岐阜県立郡上農林高等学校 ⇒（1948年：統合）岐阜県立郡上高等学校

#### 加茂
- 加茂郡立加茂農林学校（1911年）⇒ 岐阜県立加茂農林学校 ⇒《新制》岐阜県立加茂農林高等学校 ⇒ 岐阜県立加茂高等学校 ⇒（1961年：分立）岐阜県立加茂農林高等学校

#### 可児
- 可児郡立農事講所（1909年）⇒ 可児郡農業学校 ⇒ 可児郡立可児実業学校 ⇒ 岐阜県可児実業学校 ⇒ 岐阜県可児農業学校 ⇒《新制》岐阜県立可児農業高等学校 ⇒（統合）岐阜県立東濃高等学校伏見校舎 ⇒（1960年：分立）岐阜県立東濃実業高等学校

#### 土岐
- 岐阜県陶磁器講習所（1898年：土岐郡土岐津町）⇒ 岐阜県土岐郡立陶器工業学校 ⇒（1916年：土岐郡多治見町へ移転）⇒ 岐阜県土岐窯業学校 ⇒ 岐阜県多治見工業学校（1925年）⇒《新制》岐阜県立多治見工業高等学校
- 土岐郡蚕業講習所（1899年）⇒ 土岐郡立農事講習所 ⇒ 土岐郡実業学校 ⇒ 岐阜県土岐実業学校 ⇒ 岐阜県土岐農林学校 ⇒ 岐阜県立土岐農林学校 ⇒《新制》岐阜県立土岐高等学校 ⇒ 岐阜県立瑞浪高等学校（1955年）

#### 恵那
- 中津町立岐阜県中津商業学校（1922年）⇒（1926年：県立移管）岐阜県中津商業学校 ⇒（1944年：中津工業学校を併設し、商業科募集停止）⇒《新制》岐阜県中津商業高等学校 ⇒（統合）岐阜県立中津実業高等学校 商業課程 ⇒（統合）岐阜県立中津高等学校 商業課程 ⇒（1956年：分立）岐阜県立中津商業高等学校
- 岐阜県中津工業学校（1944年）⇒《新制》岐阜県立中津工業高等学校 ⇒（統合）岐阜県立中津高等学校 ⇒（1963年：分立）岐阜県立中津川工業高等学校

#### 益田
- 益田農林学校（1924年）⇒ 益田実業学校（1940年）⇒《新制》岐阜県立益田高等学校 ⇒（1960年：農業科を廃止）⇒（2005年：統合）岐阜県立益田清風高等学校

#### 大野
- 大野郡立斐太実業学校（1921年）⇒ 岐阜県立斐太実業学校 ⇒ 岐阜県斐太農林学校 ⇒《新制》岐阜県斐太農林高等学校 ⇒（統合）岐阜県高山高等学校 ⇒（1957年：再配置）岐阜県立斐太実業高等学校 ⇒（1973年：分立）岐阜県立斐太農林高等学校 ⇒（2005年：統合）岐阜県立飛騨高山高等学校
- 岐阜県高山航空工業学校（1944年）⇒ 岐阜県高山工業学校 ⇒《新制》岐阜県立高山工業高等学校 ⇒（統合）岐阜県立斐太高等学校 ⇒（1957年：再配置）岐阜県立斐太実業高等学校 ⇒（1973年分離）岐阜県立高山工業高等学校

#### 吉城
- 神岡高等鉱山学校（1947年）⇒《新制・私立》神岡鉱山高等学校 ⇒ 神岡鉱業高等学校 ⇒ 神岡工業高等学校 ⇒ 神岡町立神岡工業高等学校（1967年）⇒（1997年：統合）岐阜県立飛騨神岡高等学校

## その他
- 岐阜夜間中学 ⇒ 岐阜県岐阜夜間中学 ⇒ 岐阜県岐阜第三中学校 ⇒ 岐阜県立第三高等学校定時制 ⇒ 岐阜県立華陽フロンティア高等学校定時制